# جون هايز هاموند
جون هايز هاموند (بالإنجليزية: John Hays Hammond, Jr.) 13 أبريل 1888 - 12 فبراير 1965. كان مخترع أمريكي.

## حياته
ولد هاموند في مدينة سان فرانسيسكو بالولايات المتحدة عام 1888، درس في جامعة ييل وتخرج منها عام 1910. حاز على المئات من براءات الاختراع في تطويره للرادار والراديو والتلفاز والعديد من الأدوات الكهربائية الأخرى.
كان رائد تطوير جهاز التحكم عن بعد. وقد ساعدت أدواته في أجهزة التحكم عن بعد في السفن والطائرات والطوربيدات كلاً من الجيش والبحرية الأمريكية خلال الحربين العالميتين الأولى والثانية. وقد اخترع هاموند أيضًا دوائر كهربائية أدت إلى تثبيت وتوحيد عربات التحكم عن بعد.
وقد أدت هذه الدوائر دورا مهما في تطوير صناعة الصواريخ. وقد عمل هاموند على تطوير نظام الراديو للموجات القصيرة.

## روابط خارجية
- جون هايز هاموند على موقع الموسوعة البريطانية (الإنجليزية)